# Lý Thanh
Lý Thanh (chữ Hán: 李清, 1602 – 1683) , tên tự là Tâm Thủy, hiệu là Ánh Bích, người huyện Hưng Hóa, phủ Dương Châu, Nam Trực Lệ , quan viên cuối đời Minh, tiếp tục phục vụ nhà Nam Minh. Sau khi Nam Kinh thất thủ, ông quay về quê nhà, ẩn cư cho đến hết đời, lấy việc trước tác văn – sử làm vui, để lại một khối lượng tác phẩm đồ sộ, nhưng phần lớn bị nhà Thanh xếp vào nhóm Cấm thư.

## Sự nghiệp chánh trị

### Thời Sùng Trinh
Thanh là cháu trực hệ 5 đời của Đại học sĩ Lý Xuân Phương thời Minh Thế Tông, cháu nội của Lễ bộ thượng thư Lý Tư Thành thời Minh Hy Tông.
Năm Thiên Khải đầu tiên (1621), Thanh trúng Cử nhân. Năm Sùng Trinh thứ 4 (1631), Thanh trúng Tiến sĩ, được thụ Ninh Ba phủ thôi quan. Nhờ kết quả khảo xét đứng đầu, Thanh được cất nhắc làm Hình khoa cấp sự trung; cùng ngày hôm ấy, ông dâng 2 sớ: Một nói đối với người Mãn Châu thì nên vừa đánh vừa giữ, không nên khinh suất mà cầu hòa; lại nói đối với khởi nghĩa nông dân thì nên vừa đánh vừa dụ, không nên chỉ dụ mà thôi. Hai nói việc xử án không nên xét lỗi quan viên gặp tội nặng phán nhẹ, mà chỉ nên xét lỗi gặp tội nhẹ phán nặng, lại tố cáo thượng thư Lưu Chi Phượng không xứng chức trách. Ít lâu sau gặp dịp hạn hán, Thanh dâng sớ nói thiên tai là do việc dùng hình khắc nghiệt trong khi tra án, lời này trái ý hoàng đế nên ông bị giáng chức, điều làm Chiết Giang Bố chánh tư Chiếu ma, nhưng gặp tang sự nên phải quay về nhà. Sau đó Thanh được khởi dùng làm Lại khoa cấp sự trung . Thanh ghét thói tranh giành địa vị, dâng sớ nói kháy triều thần không quan tâm biên phòng, nhưng hoàng đế không trả lời .

### Thời Hoằng Quang
Bắc Kinh thất thủ, Phúc vương Chu Do Tung lên ngôi ở Nam Kinh, là Hoằng Quang đế, Thanh được thăng làm Công khoa đô cấp sự trung. Triều chánh Nam Minh ngày càng hỏng, quan lại vẫn quen thói chia bè cánh để tranh đấu, lại thêm tâm lý an phận ở miền nam, Thanh nhiều lần dâng sớ cảnh tỉnh, nhưng hoàng đế chỉ trả lời là biết rồi.
Triều thần đặt miếu hiệu cho Sùng Trinh đế là Tư Tông, Thanh nói miếu hiệu này tương đồng với thụy hiệu của Thục Hán hậu chủ, xin đổi đi; lại xin bổ sung thụy hiệu cho Thái tử Chu Từ Lãng và hai vương Chu Từ Quýnh, Chu Từ Chiếu cùng các công thần thời Khai quốc, thời Tĩnh nan và các bề tôi liều chết can gián các thời Vũ Tông và Hy Tông. Có người chê bai là viễn vông, Thanh biện bác rằng việc này sẽ khích lệ những người trung nghĩa, vì vậy triều đình đặt thụy cho bọn Lý Thiện Trường 14 người, bọn Lục Chấn 14 người, bọn Tả Quang Đấu 9 người.
Sau đó Thanh được thăng làm Đại Lý tự tả tự thừa; ông nhận lệnh đi cúng tế Nam Trấn , nhưng vừa đến Hàng Châu thì Nam Kinh thất thủ. Thanh bèn đi tắt lánh ở Tùng Giang, rồi vượt Trường Giang ngụ tại Cao Bưu, mãi mới quay về quê nhà, đóng cửa không hỏi việc đời. Thanh nhiều lần được tiến cử nhưng không nhận lời, ẩn cư 38 năm thì mất.
Thanh rất đỗi trung thành với nhà Minh. Khi Sùng Trinh đế băng, Thanh ở Dương Châu, nghe tin thì kêu khóc không dứt. Mỗi năm vào ngày 19 tháng 3 ÂL, Thanh đều bày bài vị để khóc, thường nói: "Nhà tôi đời đời chịu ơn nước, tôi làm lại ở ngoài, nhờ tiên đế cất nhắc, chưa làm gì để báo." Sau khi mất nước, Thanh khư khư giữ tấm lòng ấy, đến chết không thay đổi.

## Sự nghiệp văn sử
Thanh phụng sự 2 triều, cả thảy 3 lần giữ chức Gián quan, chương tấu trước sau vài mươi bản, đến nay đều không còn. Trong nhiều năm ẩn cư, Thanh lấy việc soạn sách làm vui, rất chú tâm vào sử học, trước tác rất nhiều tác phẩm sử luận, như Nam bắc sử hợp sao (南北史合抄; hiện nay lưu hành dưới cái tên Nam bắc sử hợp chú (南北史合注), xem tại đây), Chiết ngục tân ngữ (折狱新语, xem tại đây), Tam viên bút ký (三垣笔记, xem tại đây), Nam độ lục (南渡录, xem tại đây).
Học giả Vương Trọng Dân đã đưa ra danh mục sáng tác của Thanh, gồm 15 tác phẩm. Trương Hiểu Chi mở rộng khảo cứu, bổ sung 14 tác phẩm vào danh mục nói trên:

### Danh mục tác phẩm do Vương Trọng Dân khảo cứu
1. Nam bắc sử hợp chú
2. Nam Đường thư hợp đính
3. Chư sử đồng dị
4. Lịch đại bất tri tính danh lục
5. Minh sử tạp trước
6. Nam độ lục
7. Tam viên bút kí
8. Giáp ất biên niên lục
9. Viên đốc sư trảm Mao Văn Long thủy mạt
10. Sử lược chánh ngộ
11. Chư trung kỷ lược
12. Nữ thế thuyết
13. Gián viên sớ thảo
14. Tứ hoàn sớ
15. Đạm Ninh trai văn tập

Trong này chỉ có Viên đốc sư trảm Mao Văn Long thủy mạt, Sử lược chánh ngộ, Chư trung kỷ lược, Nữ thế thuyết, Đạm Ninh trai văn tập không bị nhà Thanh cấm đoán.

### Danh mục tác phẩm do Trương Hiểu Chi bổ sung
1. Nam độ kỷ sự
2. Chư sử dị hối
3. Chiết ngục tân ngữ
4. Lý Ánh Bích công dư lục
5. Hạc linh lục
6. Đào Ngột nhàn bình
7. Quỷ mẫu truyện
8. Ngoại sử tân kỳ
9. Lý ninh lục
10. Giáp thân nhật ký
11. Tam viên tấu sớ
12. Cấp cổ các quan thư ký
13. Đắc toàn đường dạ yên ký bạt
14. Chánh sử tân kỳ

Trong số này có thêm Nam độ kỷ sự, Chư sử dị hối, Giáp thân nhật ký, Tam viên tấu sớ bị nhà Thanh cấm đoán.